# Homer (obraz Rembrandta)
Homer – obraz holenderskiego malarza Rembrandta Harmenszoona van Rijn namalowany w 1663 roku. Obraz sygnowany jest u góry po prawej: [Rembr]andt. f 1663

## Opis obrazu
Obraz przedstawia greckiego pieśniarza wędrownego Homera. Pierwotnie był znacznie większych rozmiarów, jednakże z powodu pożaru został przycięty do obecnych wymiarów. Prawdopodobnie miał przedstawiać ślepego poetę dyktującego skrybie, który przedstawiony był po prawej stronie płótna. Postać Homera była wzorowana na antycznym popiersiu poety widocznego we wcześniejszym dziele malarza Arystoteles z popiersiem Homera. Obraz wydaje się być niedokończony, prawdopodobnie jest to szkic do obrazu. W inwentarzu artysty obraz widniał jako Homer, który naucza dwóch uczniów co może sugerować, że płótno zostało obcięte.

## Proweniencja
Dzieło zostało zamówione przez sycylijskiego arystokraty Antonia Ruffo z Mesyny. Ten sam szlachcic zamówił w 1653 roku wspomnianego Arystotelesa... W 1661 roku Rembrandt wysłał płótno na Sycylię, by uzyskać aprobację zamawiającego. Arystokrata odesłał dzieło rok później. Z powodu opóźnień finansowych mistrz ukończył Homera w 1663 roku i ponownie wysłał do klienta.
W kolekcjach Antonia Ruffo i jego rodziny obraz znajdował się do 17 lutego 1810 roku, kiedy to został sprzedany na aukcji Christie’s w Londynie. W 1885 roku dzieło zakupił S.T. Smith z Londynu. W kolejnych latach płótno kilkakrotnie zmieniało właścicieli: w 1984 roku zakupiła go sprzedawca sztuki T. Humphrey Ward & Son z Londynu, w 1894 Abraham Bredius z Hagi. W tym samym roku dzieło zostało wypożyczone do muzeum Royal Picture Gallery Mauritshuis, by w 1946 roku przejść na własność galerii.